# Kierunek proksymalny

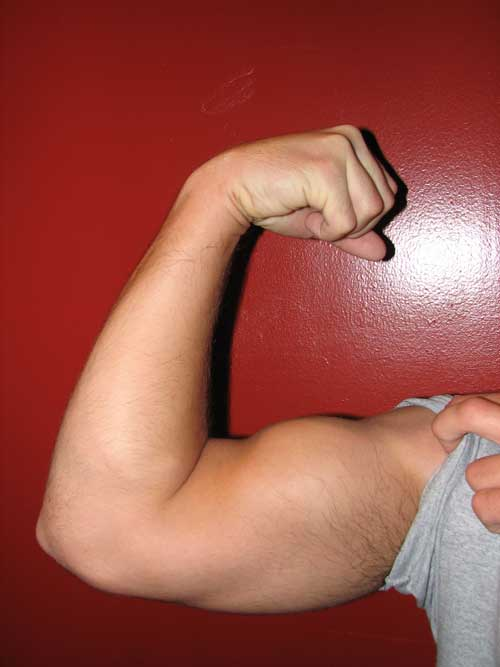
Ramię stanowi proksymalną część kończyny górnej

Kierunek proksymalny, kierunek bliższy (łac. proxymalis) – kierunek lub położenie anatomiczne skierowane ku przyczepowi kończyny lub innej struktury, np. kanalik proksymalny.